# Bartosz Piasecki
Bartosz Mariusz «Bart» Piasecki (ur. 9 grudnia 1986 w Tczewie) – norweski szermierz pochodzenia polskiego (wyjechał z Polski z rodzicami w wieku 2 lat), z wykształcenia informatyk (pracuje jako nauczyciel matematyki). Syn polskiego trenera szermierki Mariusza Piaseckiego.
Bartosz Piasecki zdobył srebrny medal na igrzyskach olimpijskich w Londynie w 2012 roku (w finale przegrał z trenującym w Polsce Rubénem Limardo). Startował jako jeden z 30 zawodników zakwalifikowanych w konkurencji szpady, jako zawodnik Bygdø Fekteklubb z Oslo reprezentował Norwegię. Jest to pierwszy i dotąd jedyny medal olimpijski zdobyty kiedykolwiek w konkurencji szermierczej przez zawodnika reprezentacji Norwegii.
Na igrzyskach europejskich w Baku (2015) zdobył brązowy medal indywidualnie.